# Spread Your Wings
〈Spread Your Wings〉는 영국의 록 밴드 퀸의 1977년 음반 《News of the World》에 수록된 곡이다. 베이시스트 존 디콘이 쓴 이 노래는 1978년 싱글 〈Spread Your Wings〉/〈Sheer Heart Attack〉의 A-사이드로 발매되었다.